# Club Polideportivo Goya Almería
El Vícar Goya Koppert es un club de balonmano femenino, perteneciente a la localidad de Vícar (Almería), de la Primera División de balonmano femenino: Liga ABF. Viste camiseta negra con tonalidades celestes (de cuyo color es la segunda equipación), y pantalón negro. Debido a los patrocinadores, el nombre del club ha variado en determinadas ocasiones. En la actualidad (temporada 2010/11, se denomina Vícar Goya Koppert.

## Historia[1]

### Inicios del Club Polideportivo Goya
La historia del Club Polideportivo Goya se inicia con la década de los 80. En 1980 Fernando Rey y Rafael Florido López fundan el Club Polideportivo Goya que comienza teniendo equipos en diferentes deportes como balonmano, baloncesto, voleibol o atletismo, de ahí su nombre. Arranca así una aventura que nace de la mano de un profesor de Educación Física y de un padre del colegio público "Francisco de Goya". La meta está muy clara: que los niños de este centro educativo puedan disfrutar con el deporte e inculcar una educación basada en los valores del deporte.
En 1982 el Club pasa a denominarse Club Polideportivo Goya-Caravaca haciendo referencia de esta forma al barrio almeriense donde está situado el centro educativo que es origen del equipo.
En 1985 el equipo sénior masculino de balonmano entrenado por Fernando Rey logra su primer ascenso a la 2ª División Nacional. El balonmano almeriense empezaba a labrar su leyenda.
A partir de 1986 los equipos de categorías de cantera empiezan a conseguir mejores resultados y a acudir a Campeonatos de Andalucía. El Club cuenta con un equipo femenino formado por pocas jugadoras pero que compiten con buenos resultados en competiciones provinciales y autonómicas.
En 1988 el Club pasa a denominarse Club Polideportivo Goya Almería. Se forma un equipo femenino tras la fusión de Goya-Caravaca y Caja Almería, que compite en 1ª División Nacional bajo la dirección de Guillermo Plaza. La aventura no sale demasiado bien porque a pesar de los esfuerzos y las ilusiones el conjunto desciende en la 1ª temporada lo cual provoca la desaparición del balonmano femenino en categoría sénior en Almería.
En 1990 el equipo seniors masculino consigue el 2º ascenso a 2ª División Nacional. Aquel equipo estaba entrenado por Fernando Rey. Este fue un ascenso con fundamento y base puesto que el equipo permanece en esta categoría hasta la temporada 95/96.
En 1992 vuelve a competir el equipo sénior femenino del Club, esta vez en 2ª División Nacional con jugadoras recuperadas de la etapa anterior y la primera generación de canteranas salidas del colegio. Este conjunto estaba entrenado por José Manuel Domínguez y formaban parte de él jugadoras como Mela Ortiz, Pepa Cano, Mª Luisa Berenguel, Roma García o Sonia Hita, algunas de ellas llegarían a la élite.
Los años pasan y empiezan a producirse acontecimientos que ya suenan a la etapa más reciente del Club. Así, en 1993 se inicia la colaboración del Club con el Ayuntamiento de Vícar que comienza patrocinando al equipo sénior femenino que estaba a punto de desaparecer por problemas económicos. Mientras tanto los equipos femeninos de base comienzan a ser la referencia del balonmano almeriense y consiguen muy buenos resultados en Campaonatos de Andalucía y de España.
El año 1995 (Temporada 94/95), es uno de los claves. En esta temporada el equipo sénior femenino logra el ascenso a 1ª División Nacional tras la promoción de ascenso disputada en Vigo. Aquel equipo estaba entrenado por Eduardo Díaz y contaba con jugadoras como Rosa Pareja, Mª Luisa Berenguel, Pepa Cano y Roma García.
Pero la historia más gloriosa de Goya, ahora ya «Vícar Goya», no había hecho sino comenzar y un año después en 1996 (temporada 95/96) disputa por primera vez la fase de ascenso a División de Honor aunque no consigue entrar entre los tres primeros clasificados que obtienen la plaza. El entrenador del equipo ya es Miguel Ángel Florido. A sus órdenes formaban parte de la plantilla jugadoras como Gina Cervenciu, la primera jugadora extranjera profesional que incorpora el Club a sus filas y una de las mejores jugadoras del mundo en su momento, Patricia Ortega, Loreto Romera o Casilda Ramos. Durante ese año se produce la fusión entre el Club y el Bm Ciudad de Almería que acogió a los equipos juvenil y sénior del Goya.
Tras otro ascenso fallido de ascenso a División de Honor en 1997 (temporada 96/97) con una dramática fase de ascenso disputada en la localidad gallega de Porriño donde se escapaba el ascenso por un solo gol.

### Ascenso a Liga ABF
En 1998 (temporada 97/98), el equipo se incorpora a la máxima categoría del balonmano femenino español (ascenso a División de Honor) , lugar del máximo privilegio que no han abandonado hasta hoy. Vicar Goya Uberam finalizó la temporada como campeón de España de 1ª División Nacional y consiguió el ascenso en la fase disputada en Almería y Lérida. En aquel histórico equipo figuraban jugadoras como Beki Simeonova, Cristina Cabeza, Silvia Galindo o Yolanda Gámez. Otro éxito del aquel año lo consiguió el equipo juvenil entrenado por Rafa Florido que finalizó 6ª de España.
El equipo senior femenino del club es el reflejo del trabajo con la base durante muchos años. En tan solo cinco años se pasó de jugar en Segunda Nacional (Temporada 1993/1994) a jugar en Liga ABF (Temporada 1998/1999).

### Consolidación en la élite femenina y batacazo
Temporada 1998/99.
Esta temporada fue la primera del equipo andaluz en la División de Honor Femenina.
Fue un año agridulce para Vícar Goya. Dulce porque en la primera temporada en la División de Honor el equipo acabó décimo, fue durante más de un mes líder de la Liga y se consiguió la clasificación para disputar la Copa de La Reina. En aquel año llegaron al equipo almeriense jugadoras de la talla de Marta Bojanovic, Anabella Forner, Begoña Rodríguez y Noelia Oncina. Pero la historia guardaba agazapada esa temporada para darle el mayor mazazo de toda su trayectoria a este modesto Club, uno de los fundadores del Club, además de Presidente de la entidad, Rafael Mª Florido López, se marchaba por sorpresa, fallecía el 3 de noviembre dejando huérfana la familia del balonmano y del deporte almeriense y poniendo en el camino la prueba más dura en toda la historia de la entidad, había que levantarse tras el durísimo golpe y en efecto, haciendo gala del espíritu que el propio Rafael Florido había inculcado, el Club siguió adelante por la voluntad de su hijo Rafa que se hizo cargo de la Presidencia, y de Miguel Ángel que se volcó con las tareas organizativas y otros muchos colaboradores y directivos como Antonio Rodríguez.
Temporada 1999/2000.
Tras el mazazo, el año 2000 (temporada 99/00) pasará a la historia del Vicar Goya como el año de la primera clasificación para competiciones europeas (Copa E.H.F.) tras finalizar la temporada en 6º lugar de la liga española. Además el Club se clasifica para la disputa de la Copa de S.M. La Reina al finalizar entre los ocho mejores clubes de la categoría. El Club junto con el Ayuntamiento de Almería fue el organizador de la misma dedicándosela como homenaje póstumo al que fue presidente del mismo, Rafael Florido. No se pasó de la primera ronda (cuartos de final) cayendo ante el BM. Ro'Casa de Las Palmas. Este logro de jugar competiciones europeas supuso un hito en el balonmano andaluz pues fue la primera vez que un equipo andaluz ya sea masculino o femenino disputó una competición europea. También supuso un hito en el deporte femenino almeriense, al ser la primera vez que un equipo femenino almeriense de cualquier deporte se clasificaba para disputar competiciones europeas.
Temporada 2000/01.
La llegada al club de jugadoras como Tere Tur, Susu Koleva o Lena Evarsson junto a las que ya había, hizo que en el 2001 (temporada 00/01) se consiguiera el mejor resultado en la historia del Club, finalizando 4º en la Liga, lugar que daba derecho a jugar en Europa la temporada siguiente. También se consiguió el cuarto puesto en la Copa de La Reina. En la primera temporada en competiciones europeas el equipo entrenado por Miguel Ángel Florido cayó en primera ronda contra el equipo Bielorruso BGPA de Minsk aunque ofreció una magnífica imagen en un inolvidable partido ante un pabellón repleto y entregado con el cuadro colegial. Vicar Goya ganó la I Copa de Andalucía de balonmano femenino, título que ha renovado todos los años hasta hoy y la Junta de Andalucía lo nombró mejor Club andaluz de la temporada 2000/2001 .
Temporada 2001/02.
La Temporada 2001/2002, suponía la segunda participación europea del Club y última hasta el momento. Disputó la Copa de Europa (Copa E.H.F.) superando en la Tercera Ronda al equipo Bielorruso BGPA de Minsk, en los octavos de final al equipo croata ZRK de Split y cayendo en los cuartos de final con el equipo alemán TV Huyesen Lutzelinden. Disputó la Copa de La Reina celebrada en Telde (Las Palmas) cayendo en cuartos de final y finalizó en sexta posición en la Liga de División de Honor Femenina.
Temporada 2002/03.
En la temporada 2002/2003 disputó en Granada la II Copa de Andalucía ganando en la final al BM. Iznalloz, también disputó la Copa de La Reina en L'Eliana y finalizó en sexta posición en la Liga de División de Honor Femenina.
En las 3 siguientes temporadas (03/04, 04/05 y 05/06) el equipo ha luchado por volver a Europa pero se ha quedado siempre a las puertas, en la 6.ª posición de la Liga en 03/04 y 04/05 y 7º en la temporada 05/06.
Temporada 2003/04.
En la temporada 03/04 Miguel Ángel Florido, tras 9 años dirigiendo el primer equipo, abandonó el banquillo por motivos personales dejando el equipo tras la 4.ª jornada de Liga cuando se ocupaba la 4ª posición con tres victorias y una derrota. Su lugar lo ocupó, el que era en ese momento el entrenador del equipo juvenil, Eduardo Díaz, quien pasó a dirigir el primer equipo. En la 14.ª jornada, Eduardo deja el Club y Florido retorna 10 jornadas después de su marcha y forma tándem con Antonio Rodríguez dirigiendo al equipo.
En el 2004 el equipo juvenil entrenado por Miguel Ángel y Belén Gómez se proclama subcampeón de España en Ciudad Real, un resultado que garantiza el futuro del equipo absoluto ya que significa que la cantera de Vícar Goya sigue formando a grandes jugadoras.
Temporada 2004/05.
En la temporada 04/05 se produjo una renovación en el equipo tanto en el banquillo como en la plantilla. José Luis Herrera se hizo cargo del primer equipo tras el nombramiento de Miguel Ángel Florido como seleccionador absoluto estatal femenino y llegaron jóvenes jugadoras a la plantilla como Sara y Laura Castro, Beatriz Fernández, Mar Sobrino o Mª del Mar Hernández. 
En esta temporada el equipo juvenil del Club queda Campeón de Andalucía y 4º en el Campeonato de España.
En esta temporada el Club incorpora en su estructura un equipo que compite en 2ª División Nacional cuyo objetivo es el complementar la formación de las juveniles que pasan a seniors sirviendo este equipo como paso intermedio a la División de Honor. Este equipo está formado por una mezcla de juveniles que suben a categoría seniors junto a antiguas jugadoras que vuelven al balonmano.

### 25º Aniversario
Temporada 2005/06.
En la temporada 05/06 el equipo dirigido por José Luis Herrera acaba en la séptima posición.
En febrero de 2006 el Club Polideportivo Goya celebraba el 25 Aniversario de la fundación del Club, durante esta temporada el equipo lució en sus camisetas un logo conmemorativo de este aniversario y se llevaron a cabo varios actos para celebrarlo, entre ellos una gala organizada por el Club junto al Ayuntamiento de Vícar que reunió a muchos de los jugadores/ as, entrenadores, directivos y todas aquellas personas que han pasado y han formado parte en algún momento durante esos 25 años de la historia del Club.
Las juveniles, en esta temporada, volvieron a acabar Campeonas de Andalucía y en el Campeonato de España lograron la 2ª posición. 
El equipo de 2ª División logra mantener la categoría.
En este año el Club Polideportivo Goya es galardonado con el Premio Nacional de Balonmano.
Temporada 2006/07.
La temporada 06/07 fue la peor temporada del equipo desde que milita en la División de Honor Femenina quedando décimo clasificado. Supuso la destitución de José Luis Herrera como entrenador del primer equipo y la vuelta al banquillo del Vicar Goya de Miguel Ángel Florido. 
Al segundo equipo del Club, el cual dirige el presidente de la entidad Rafael Florido, le fue mucho mejor logrando el ascenso a Primera División.
Las juveniles volvieron a repetir los magníficos resultados de la temporada anterior: Campeonas de Andalucía y Subcampeonas de España.
Temporada 2007/08.
Esta temporada volvió a ser complicada para el Vícar Goya. El Vícar pasó gran parte de la Liga en puestos de descenso aunque en el tramo final de la misma mejoró considerablemente su juego y obtuvo los puntos necesarios no solo para alejarse definitivamente de los últimos puestos sino para acabar en la tabla con 22 puntos (a solo 2 puntos del 6.º clasificado el C.B. Mar Alicante). En este mal comienzo tuvo mucho que ver el difícil calendario que tuvo el equipo en las primeras 5 jornadas ya que tuvo que enfrentarse a los equipos con más potencial de la Liga española y donde no sacó ningún punto. Al equipo le costó salir de esa situación de verse bien entrada la Liga con 0 puntos, pero finalmente se consiguió.
El Vícar Goya Advento de Primera División acabó último de la Liga perdiendo así la categoría. El equipo estuvo durante toda la temporada en los últimos puestos aunque llegadas las últimas jornadas tuvo opciones para lograr la permanencia ya que consiguieron victorias importantes para ello, pero los resultados de los enfrentamientos entre los demás equipos no le favorecieron.

### Años de transición
El Vicar Goya se mantiene en la Primera División de balonmano femenino siendo uno de los equipos con más participaciones en la máxima categoría.

Temporada 2010/11.
El Vicar Goya Koppert empezó la su duodécima temporada en la máxima categoría (Liga ABF) contra el BM. Elda Prestigio el pasado 14 de septiembre. El resultado fue adverso para el conjunto almeriense por un contundente 20-27.
En el año 2010, deja de sacar al filial sénior, que competía en Primera Nacional por problemas económicos.
Tras arrastrar problemas económicos, disputa su última temporada en la 2016/17 en División de Honor Plata. Antes de terminar la temporadas, su presidente anunció la desaparición del club por las deudas que tenía, una vez finalizase la temporada, poniendo fin a 36 años de historia del club.

## Palmarés
- Campeón "Copa de Andalucía de Balonmano Femenino" (7): 2001/2002, 2002/2003, 2003/2004, 2004/2005, 2005/2006, 2008/2009, 2009/2010
- Mejor Club Andaluz concedido por la Junta de Andalucía (1): 2000/2001

## Resultados oficiales

### Clasificación en Liga ABF en todas sus participaciones
Clasificación liguera del Club Polideportivo Goya Almería en sus doce años de participación en División de Honor Femenina (Liga ABF.
```
 98/99 99/00 00/01 01/02 02/03 03/04 04/05 05/06 06/07 07/08 08/09 09/10 10/11
  10º    6º    4º    6º    6º    6º    6º    7º   10º                8º
```

### Participación en competiciones europeas
| Temporada | Competición        | Clasificación |
| --------- | ------------------ | ------------- |
| 2000/2001 | Copa de Europa EHF | 3ª ronda      |
| 2001/2002 | Copa de Europa EHF | 1/4 de final  |